# Antònia Jaurés i Catà
Antònia Jaurés i Catà, född 1826, död 1909, var en spansk företagare. Hon grundade Spaniens första kexfabrik i Badalona med sin make Pere Palay i Pons (1822–1864) och övertog den efter hans död . 